# Кримінальний розслідувач 2 (телесеріал)
«Кримінальний розслідувач 2» (кит: O記實錄II; англ. The Criminal Investigator 2) — Гонконгський телесеріал, створений режисером і продюсером Джонатаном Чиком (кит: 戚其義).
Серіал містить 30 епізодів.
Прем'єра серіалу відбулася 28 жовтня 1996 року. Остання серія вийшла на екрани 6 грудня 1996 року.